# Lasiopogon polensis
Lasiopogon polensis är en tvåvingeart som beskrevs av Lavigne 1969. Lasiopogon polensis ingår i släktet Lasiopogon och familjen rovflugor. Inga underarter finns listade i Catalogue of Life.